# Eliza Dushku
Elizabeth Patricia "Eliza" Dushku (Watertown, Massachusetts; 30 de diciembre de 1980) es una ex actriz de cine y de televisión albanesa-estadounidense más conocida por su papel de Faith Lehane en la serie televisiva Buffy la cazavampiros.

## Biografía

### Juventud
Eliza Dushku es hija de padre albanés y madre danesa. Ambos de creencias mormonas, se divorciaron antes de nacer su hija, quien al contrario de sus padres no profesa dicha religión.
En su niñez aprendió a tocar el piano y acudió a clases de baile. Tiene tres hermanos mayores, llamados Aaron, Ben y Nate. Este último también se dedica a la actuación, y coincidieron en la serie Dollhouse.

### Actriz
Inició su trayectoria como actriz en el teatro, representando obras en el Watertown Children's Theatre, donde asistió a clases de interpretación.
En 1992 debutó en el cine con la comedia Aquella noche, dirigida por Craig Bolotin y protagonizada por C. Thomas Howell y Juliette Lewis.
Con posterioridad actuó al lado de Leonardo DiCaprio en This Boy's Life (1993) del director Michael Caton-Jones. También actuó junto a Arnold Schwarzenegger y Jamie Lee Curtis en True Lies (1994), película dirigida por James Cameron.
En 1998, saltó a la fama al incorporarse como el personaje de Faith Lehane a la serie de televisión protagonizada por Sarah Michelle Gellar Buffy la cazavampiros. Comenzó a trabajar en dicha serie en su tercera temporada (1998/99), participando en la cuarta (2000) y en la séptima (2003), e incluso en la primera y cuarta temporadas del spin-off de dicha serie, Angel (2000). A pesar de que su personaje iba a morir en la tercera temporada de Buffy, la buena acogida entre los fanes de la serie hizo que el equipo de producción cambiase de idea y la mantuviese, incluso contando con ella en los últimos episodios de la aclamada saga. En el año 2000 coprotagonizó junto con Kirsten Dunst la primera película de la serie Bring It On.
Después protagonizó la serie Tru Calling, emitida entre 2003 y 2005, y cancelada por la cadena Fox. En dicha serie coincidió, entre otros, con Shawn Reaves, A. J. Cook, Zach Galifianakis, Jessica Collins y Jason Priestley.
En diciembre de 2005, participó en una obra de teatro en Nueva York, Dog Sees God, junto con Eddie Kaye Thomas (American Pie), Ari Gaynor (Los Soprano, Mystic River), Ian Somerhalder (Lost, The Vampire Diaries), Logan Marshall-Green (The O.C.), Keith Nobbs (Phone Booth), America Ferrera y Kelli Garner (El aviador).
En 2009 protagonizó la serie Dollhouse, una creación de Joss Whedon, donde durante dos temporadas interpretó a Echo, protagonista principal de la serie televisiva.
Independientemente de su trabajo como actriz, también ha prestado su voz para varios trabajos audiovisuales; dio voz al personaje de Faith en el videojuego Buffy the Vampire Slayer: Chaos Bleeds, al igual que también para el videojuego Fight Night Champion interpretando la voz de Meagan McQueen. También dio voz al personaje de Rubi Malone, protagonista del videojuego Wet. Fue la narradora de un capítulo de Reading Rainbow, programa en el que famosos estadounidenses leen cuentos infantiles, en el relato Unique Monique, así como de una audio-novela, Everyone Worth Knowing.

## Vida personal
Comenzó a salir con el jugador de baloncesto Rick Fox en octubre de 2009. En junio de 2014 se separaron.
En junio de 2017, se comprometió con el empresario Peter Palandjian y se casaron el 18 de agosto de 2018. En agosto de 2019, Dushku dio a luz a su primer hijo, Philip Bourne. En febrero de 2021 anunció su segundo embarazo. En agosto de 2021, Dushku dio a luz a su segundo hijo, Bodan.
En 2016 Dushku reveló haber sufrido abusos sexuales a los 12 años por parte del coordinador de dobles durante la filmación de la película True Lies, afirmando que reportó el incidente sin que sucediera nada. Joel Kramer, el acusado, negó las acusaciones. Dushku recibió el respaldo de figuras como James Cameron y Jamie Lee Curtis quienes aseguraron creerla. Cameron también aseguró no haberse enterado del incidente en el momento y que habría tomado medidas "sin piedad".

## Filmografía

### Cine
| Año  | Título                                          | Personaje              | Notas                                   |
| ---- | ----------------------------------------------- | ---------------------- | --------------------------------------- |
| 1992 | That Night                                      | Alice Bloom            |                                         |
| 1993 | This Boy's Life                                 | Pearl                  |                                         |
| 1994 | Fishing with George                             | Piper Reeves           | Corto                                   |
| 1994 | True Lies                                       | Dana Tasker            |                                         |
| 1995 | Bye Bye Love                                    | Emma Carlson           |                                         |
| 1996 | Race the Sun                                    | Cindy Johnson          |                                         |
| 2000 | Bring It On                                     | Missy Pantone          |                                         |
| 2001 | Jay and Silent Bob Strike Back                  | Sissy                  |                                         |
| 2001 | Soul Survivors                                  | Annabel                |                                         |
| 2002 | The New Guy                                     | Danielle               |                                         |
| 2002 | City by the Sea                                 | Gina                   |                                         |
| 2003 | Stan Winston: Monster Mogul                     | Ella misma             | Corto                                   |
| 2003 | Wrong Turn                                      | Jessie Burlingame      |                                         |
| 2003 | The Kiss                                        | Megan                  | Directo-a-vídeo                         |
| 2006 | The Last Supper                                 | Mesera                 | Corto                                   |
| 2007 | On Broadway                                     | Lena Wilson            |                                         |
| 2007 | Nobel Son                                       | Sharon "City" Hall     |                                         |
| 2007 | Sex and Breakfast                               | Renee                  |                                         |
| 2008 | Bottle Shock                                    | Joe                    |                                         |
| 2008 | The Alphabet Killer                             | Megan Paige            |                                         |
| 2008 | The Coverup                                     | Monica Wright          | También conocida como "The Tucker Case" |
| 2009 | Open Graves                                     | Erica                  |                                         |
| 2010 | Locked In                                       | Renee                  |                                         |
| 2011 | Batman: Year One                                | Selina Kyle / Catwoman | Voz                                     |
| 2011 | DC Showcase: Catwoman                           | Selina Kyle / Catwoman | Voz. Corto                              |
| 2012 | Noah's Ark: The New Beginning                   | Zalbeth                | Voz                                     |
| 2013 | Jay and Silent Bob's Super Groovy Cartoon Movie | Lipstick Lesbian       | Voz                                     |
| 2014 | The Scribbler                                   | Jennifer Silk          |                                         |
| 2014 | The Gable 5                                     | Taylor Shaye           | Corto                                   |
| 2015 | Dear Albania                                    | Ella misma             | Documental. También directora           |
| 2015 | Jane Wants a Boyfriend                          | Bianca                 |                                         |
| 2016 | Eloise                                          | Pia Carter             |                                         |

### Televisión
| Año        | Título                                           | Papel                               | Notas                                                                                 |
| ---------- | ------------------------------------------------ | ----------------------------------- | ------------------------------------------------------------------------------------- |
| 1995       | Journey                                          | Cat                                 | Película de televisión                                                                |
| 1998-2003  | Buffy the Vampire Slayer (Buffy la cazavampiros) | Faith Lehane                        | 20 Episodios                                                                          |
| 2000, 2003 | Angel                                            | Faith Lehane                        | 6 Episodios                                                                           |
| 2002       | King of the Hill                                 | Jordan (voz)                        | Episodio: "Get Your Freak Off"                                                        |
| 2003       | Punk'd                                           | Ella misma                          | Episodio: "Eliza Dushku/Mandy Moore"                                                  |
| 2003-2005  | Tru Calling                                      | Tru Davies                          | Personaje principal. 26 Episodios                                                     |
| 2005       | Reading Rainbow                                  | Narradora                           | Episodio: "Unique Monique"                                                            |
| 2005       | That '70s Show                                   | Sarah                               | Episodio: "It's All Over Now"                                                         |
| 2007       | Nurses                                           | Eve Morrow                          | Película de televisión                                                                |
| 2007       | Ugly Betty                                       | Cameron Ashlock                     | Episodio: "Giving Up the Ghost"                                                       |
| 2009-2010  | Dollhouse                                        | Echo / Caroline Farrell             | Personaje principal. 27 Episodios. También productora                                 |
| 2010       | The Big Bang Theory                              | Agente especial del FBI Angela Page | Episodio: "The Apology Insufficiency"                                                 |
| 2010       | RuPaul's Drag Race                               | Ella misma / Juez invitada          | Episodio: "Face, Face, Face of Cakes"                                                 |
| 2011       | Herd Mentality                                   | Casey                               | Película de televisión. También conocida como "Roar of the Crowd".                    |
| 2011       | Robotomy                                         | Shockzana                           | Voz. Episodio: "From Wretchnya with Love"                                             |
| 2011       | White Collar                                     | Raquel Laroque                      | Episodio: "On the Fence"                                                              |
| 2011       | The Cleveland Show                               | Ella misma                          | Voz. Episodio "Hot Cocoa Bang Bang"                                                   |
| 2011       | The Guild                                        | Ella misma                          | Episodio: "Social Traumas"                                                            |
| 2011       | Torchwood: Web of Lies                           | Hollu Mokri                         | Voz. Personaje principal. 7 Episodios                                                 |
| 2011       | The League                                       | Instructora de krav magá Kristen    | Episodio: "The Light of Genesis"                                                      |
| 2011-2012  | Leap Year                                        | June Pepper                         | 5 Episodios. También productora consultora                                            |
| 2013-2015  | Hulk and the Agents of S.M.A.S.H.                | Jennifer Walters / She-Hulk         | Voz. Personaje principal. 51 Episodios                                                |
| 2015       | Ultimate Spider-Man                              | Jennifer Walters / She-Hulk         | Voz. Invitada especial. Episodio: "Contest of the Champions: Parte 4" (T3, Epi 25-26) |
| 2016       | Banshee                                          | Agente Verónica Dawson              | 5 Episodios                                                                           |
| 2016       | Princess Rap Battle                              | Rapunzel                            | Episodio: "Rapunzel & Flynn vs. Anna & Kristoff"                                      |
| 2016       | Con Man                                          | Cindy                               | Episodio: "Gum Drop"                                                                  |
| 2017       | Bull                                             | J. P. Nanley                        | 3 Episodios                                                                           |
| 2017       | The Saint                                        | Patricia Holm                       | Película de televisión                                                                |

### Videojuegos
| Año  | Título                                 | Papel                           | Notas             |
| ---- | -------------------------------------- | ------------------------------- | ----------------- |
| 2003 | Buffy the Vampire Slayer: Chaos Bleeds | Faith                           |                   |
| 2005 | Yakuza                                 | Yumi Sawamura / Mizuki Sawamura | Doblaje en inglés |
| 2008 | Saints Row 2                           | Shaundi                         |                   |
| 2009 | WET                                    | Rubi Malone                     |                   |
| 2011 | Fight Night Champion                   | Megan McQueen                   |                   |
| 2013 | Saints Row IV                          | Shaundi joven                   |                   |

### Series web
| Año  | Título              | Papel    | Notas             |
| ---- | ------------------- | -------- | ----------------- |
| 2016 | Princess Rap Battle | Rapunzel | Invitada especial |

## Vídeos musicales
| Año  | Título         | Artista     | Personaje     |
| ---- | -------------- | ----------- | ------------- |
| 2002 | I'm Just a Kid | Simple Plan | Chica popular |
| 2006 | Rockstar       | Nickelback  | Ella misma    |

## Premios y nominaciones
| Año  | Otorga                  | Premio                                  | Trabajo             | Resultado |
| ---- | ----------------------- | --------------------------------------- | ------------------- | --------- |
| 2004 | Teen Choice Award       | Choice Breakout Star – Female           | Tru Calling         | Nominada  |
| 2004 | Saturn Award            | Mejor actriz en una serie de televisión | Tru Calling         | Nominada  |
| 2009 | Scream Award            | Mejor actriz de ciencia ficción         | Dollhouse           | Nominada  |
| 2009 | Fangoria Chainsaw Award | Mejor actriz                            | The Alphabet Killer | Nominada  |
| 2013 | Streamy Award           | Mejor aparición de invitada             | Leap Year           | Nominada  |